# Алендорф, Герберт
Герберт Алендорф (нем. Herbert Ahlendorf; 1 марта 1915, Дойбен — 5 мая 1985) — немецкий дирижёр и музыкальный педагог.

## Биография
Родился в городе Дойбен в семье учителя музыки. Учился в Лейпцигской консерватории (первоначально как виолончелист, у Юлиуса Кленгеля и Пауля Грюммера), затем в Вене (в том числе у Клеменса Крауса), Берлине и Зальцбурге. В 1935—1944 гг. дирижировал военными оркестрами.
Наиболее известен как многолетний ассистент Герберта фон Караяна, ответственный в том числе за проходивший под патронажем Караяна конкурс молодых дирижёров.
Записал с Пражским симфоническим оркестром и чешскими солистами (Марта Богачова, Вера Соукупова, Иво Жидек) раннюю кантату Густава Малера «Печальная песнь».
Преподавал в Консерватории Штерна (в 1960—1962 годах — директор) и Берлинской высшей школе музыки. Среди его учеников, в частности, Карл Антон Риккенбахер и Роберт Бахман. Среди сочинений в творчестве Герберта занимают музыкальные обработки народных немецких песен.
Жена — художница Урсула Шпенц.